# Ivan Vargić
Ivan Vargić (ur. 15 marca 1987 w Đakovie) – chorwacki piłkarz grający na pozycji bramkarza. Od 2016 jest piłkarzem klubu S.S. Lazio.

## Kariera klubowa
Swoją karierę piłkarską Vargić rozpoczął w klubie NK Đakovo. Następnie w 2005 roku podjął treningi w NK Osijek, a w 2006 roku awansował do pierwszego zespołu Osijeku. W 2006 roku został wypozyczony do drugoligowego NK Vukovar '91, w którym był podstawowym bramkarzem. W 2007 roku wrócił do Osijeku, a w sierpniu 2008 roku wypożyczono go do fińskiego klubu FC Honka, w którym nie zdołał zaliczyć ligowego debiutu. W trakcie sezonu 2008/2009 trafił z powrotem do Osijeku. 20 marca 2012 zadebiutował w nim w pierwszej lidze chorwackiej w zremisowanym 2:2 wyjazdowym meczu z NK Zagreb. W Osijeku grał do końca 2012 roku.
Na początku 2013 roku Vargić został piłkarzem HNK Rijeka. 26 maja 2013 zadebiutował w nim w zwycięskim 4:1 wyjazdowym meczu z NK Zagreb. W sezonie 2013/2014 został pierwszym bramkarzem Rijeki. Wywalczył z nią wicemistrzostwo Chorwacji, a także wystąpił w obu meczach finałowych Pucharu Chorwacji z Dinamem Zagrzeb, wygranych przez Rijekę 1:0 i 2:0. Latem 2014 zdobył Superpuchar Chorwacji. W sezonie 2014/2015 ponownie został wicemistrzem kraju z Rijeką. 1 lutego 2016 roku S.S. Lazio poinformowało, że od 1 lipca 2016 roku Vargić zostanie ich zawodnikiem.
| Sezon   | Klub           | Kraj      | Rozgrywki     | Mecze | Gole |
| ------- | -------------- | --------- | ------------- | ----- | ---- |
| 2005/06 | NK Osijek      | Chorwacja | Prva HNL      | 0     | 0    |
| 2006/07 | NK Vukovar '91 | Chorwacja | Druga HNL     | 30    | 0    |
| 2007/08 | NK Osijek      | Chorwacja | Prva HNL      | 0     | 0    |
| 2008    | FC Honka       | Finlandia | Veikkausliiga | 0     | 0    |
| 2008/09 | NK Osijek      | Chorwacja | Prva HNL      | 0     | 0    |
| 2009/10 | NK Osijek      | Chorwacja | Prva HNL      | 0     | 0    |
| 2010/11 | NK Osijek      | Chorwacja | Prva HNL      | 0     | 0    |
| 2011/12 | NK Osijek      | Chorwacja | Prva HNL      | 11    | 0    |
| 2012/13 | NK Osijek      | Chorwacja | Prva HNL      | 18    | 0    |
| 2012/13 | HNK Rijeka     | Chorwacja | Prva HNL      | 1     | 0    |
| 2013/14 | HNK Rijeka     | Chorwacja | Prva HNL      | 34    | 0    |
| 2014/15 | HNK Rijeka     | Chorwacja | Prva HNL      | 28    | 0    |
| 2015/16 | HNK Rijeka     | Chorwacja | Prva HNL      | 32    | 0    |
| 2016/17 | S.S. Lazio     | Włochy    | Serie A       |       |      |

## Kariera reprezentacyjna
Vargić grał w młodzieżowych reprezentacjach Chorwacji. W dorosłej reprezentacji Chorwacji zadebiutował 12 listopada 2014 roku w przegranym 1:2 towarzyskim meczu z Argentyną, rozegranym w Londynie, gdy w 89. minucie zmienił Lovre Kalinicia.